# Зaк Старки
Зак Ричард Старки (рођен 13. септембра 1965.) је енглески рок бубњар који је наступао и снимао са енглеским рок бендом The Who од 1996. године. Он је такође трећи бубњар који је наступио са енглеским рок бендом Oasis. Старки је син бубњара Битлса Ринга Стара.

## Рани живот
Зак Ричард Старки је рођен 13. септембра 1965. у болници Краљице Шарлот и Челси у Хамерсмиту, Лондон, од бубњара Битлса Ринга Стара (Ричард Старки) и Морин Старки, Старове прве супруге. 
Са осам година, Старкију је бубњар The Who-а, Кит Мун, дао комплет бубњева. Мун (малом Заку познат као "чика Кит") био је један од најближих пријатеља његовог оца и Старкијев кум. Комплет бубњева је касније продат у Сотбису за 12.000 фунти. 
Старки је касније почео да учи да свира бубњеве. Отац му је дао само једну лекцију, али је обесхрабрио његово све веће интересовање због жеље да га не види у истом послу.  Иако је Стар хвалио способности свог сина, увек га је сматрао будућим адвокатом или доктором. Старов блиски пријатељ, Кени Џонс, Мунова замена, изјавио је да је он „буквално научио“ младог Старкија да свира бубњеве.  Са дванаест година, Старки је наступао у пабовима као члан гаражног бенда The Next.  Након Мунове смрти, Џонс је тинејџеру Старкију поклонио бели сет бубњева који је раније био у власништву Муна. 

## Каријера

### Spencer Davis, Eddie Hardin, John Entwistle и the Icicle Works
Почетком 1980-их, Старки се појавио са поново формираном групом Spencer Davis.  Његова ћерка Татија рођена је 7. септембра 1985.  Накратко се придружио The Semantics-у, заменивши оснивача бубњара Џодија Спенса, током процеса снимања њиховог албума Powerbill, који на крају није био објављен осим у Јапану. Придружио се бенду када су се преселили из Нешвила у Лос Анђелес, и свирао је у неким емисијама и неким сесијама снимања, али се бенд распао мање од годину дана након што се он придружио.
1985. свирао је на соло албуму Џона Ентвистла The Rock (објављен 1996). Старки је заменио Криса Шарока као бубњара у Icicle Works  1989. године, напуштајући бенд следеће године, а да се није појавио ни на једном снимку са њима. На Б-страни коју је касније издао Ијан Макнеб, он је био на бубњевима и претпоставља се да датира из његовог мандата у групи. Старки је такође свирао на албуму Silver and Gold из 1989. године, соло делу који је објавио гитариста Адријан Смит. 

### Ringo Starr and the All-Starr Band
Године 1985. придружио се свом оцу на Сун Цити -у од стране Артистс Унитед Агаинст Апартхеид, а током 1992. и 1995. Старкеи је био на турнеји са Ringo Starr and the All-Starr Band, а претходно је био гост на турнеји бенда 1989. године. Старки је наступио на прослави 70. рођендана Ринга Стара 7. јула 2010. године у Њујорку.

### The Who 1996 – данас
Године 1994. придружио се Џону Ентвистлу и Роџеру Далтрију из групе The Who на турнеји под називом „ Далтри пева Тауншенд “, која се развила из двовечерњег наступа у Карнеги холу на прослави Далтријевог педесетог рођендана. Године 1996. Старки је напустио свој бенд Фаце, да би радио са Тхе Вхо  на њиховој Куадропхениа турнеји . Добио је добре критике у овој улози, а музичка штампа га је похвалила због снажног бубњарског присуства, без покушаја да опонаша оригиналног бубњара бенда Кита Муна. И Тауншенд и Далтри су изјавили да је Старки најбољи избор за бенд од смрти Кита Муна .
20. октобра 2001. наступио је са на концерту за Њујорк у Медисон Сквер Гардену. Ово је најављено као "повратнички" наступ The Who-а и они су украли шоу. Ролинг стиун је њихов наступ назвао "једним од 50 тренутака који су променили рокенрол". То је такође било једно од последњих наступа Џона Ентвистла са бендом. 7. фебруара 2010, Старки се појавио са The Who-ом током полувремена Супер боула на стадиону Хард рок у Мајамију.
Старки није био присутан на снимању већине песама на албуму Endless Wire  из 2006.  пошто је био на путу са Oasis-ом и имао је времена да свира само на једној нумери.  Међутим, придружио се турнеји 2006-2007 у знак подршке албуму, током које су били главни на Гластонбери фестивалу 2007. Турнеја је завршена у Хартвал арени у Хелсинкију 9. јула 2007. На званичном сајту Пита Тауншенда је наведено да је Старки касније позван да постане пуноправни члан наводећи: „Неки од вас су можда приметили у једној од мојих недавних објава у дневнику да сам пожелео добродошлицу Заку као сталном члану. Ово је нешто што он не осећа да му треба или жели. Рецимо само да су врата овом невероватном музичару увек отворена и кад год будемо могли, увек ћемо се трудити да Заку омогућимо да сарађује у будућности.“ 

У септембру 2016. Ролинг Стоун је интервјуисао Старкија о новом албуму обрада на којем је радио са Шарном Лигуз, састављеном од песама које су на њих утицале. Снимили су их са оригиналним члановима из сваког од релевантних бендова. Средства за десет песама са албума прикупљена су кампањом за прикупљање средстава. 

### Oasis 2004–2009
Током 2004, Старки се придружио бритпоп бенду Oasis.  У мају 2005. Ноел Галагер је за Би-Би-Си открио да је Старки учествовао у снимању албума Don't Believe the Truth. Старки је снимио све осим једне нумере ових сесија које су се првобитно звале "Mucky Fingers" и такође су биле за званични промотивни видео за албум. По завршетку ових сесија Старки је изјавио: „Било је невероватно. Сви су певачи, сви су гитаристи, сви су писци песама, сви су продуценти и сви су бубњари."
Путовао је као пратећи члан на једногодишњој турнеји која је уследила и појавио се у промотивним видео снимцима за повезане синглове. Упркос томе, није био званични члан бенда и ретко се појављивао са њима на промоцијама. У априлу 2005. Ноел Галагер је потврдио да је позван да буде њихов званични бубњар и додао да то није могло да се материјализује пре него што се средином 2007. заврше његови тренутни радни ангажмани. Њихов бивши бубњар је такође морао да буде „исплаћен“ по уговору из бенда. 14. фебруара 2007, Старки се појавио када су добили БРИТ награду за изузетан допринос музици.
Његово учешће на снимању албума Dig Out Your Soul, потврђено је 11. децембра 2007,  када је званични сајт објавио његову слику са осталим члановима бенда.  Међутим, објављено је да неће наступити на турнеји Dig Out Your Soul након што се посвађао са Ноелом Галагером који је касније отишао 2008. и заменио га је Крис Шарок. Годину дана касније присетио се да је свирање са њима било "масовно" и назвао бенд "неким од најпаметнијих музичара које сам икада срео". 

## Лични живот
Старки се оженио са Шарном Лигуз, 21. марта 2022. Пар је изабрао датум у част своје ћерке Луне Ли Лајтнин, која је рођена годину дана раније.  Венчање је одржано у хотелу Сунсет Маркуис у Западном Холивуду у Калифорнији. Еди Ведер и Џони Мар били су Старкијеви кумови, док је реге музичар Пато Бантон предводио церемонију.  Године 1985. био је ожењен Саром Меникидес (рођена 1959). Разишли су се 2006. и развели 2021. 